# 季斯納河

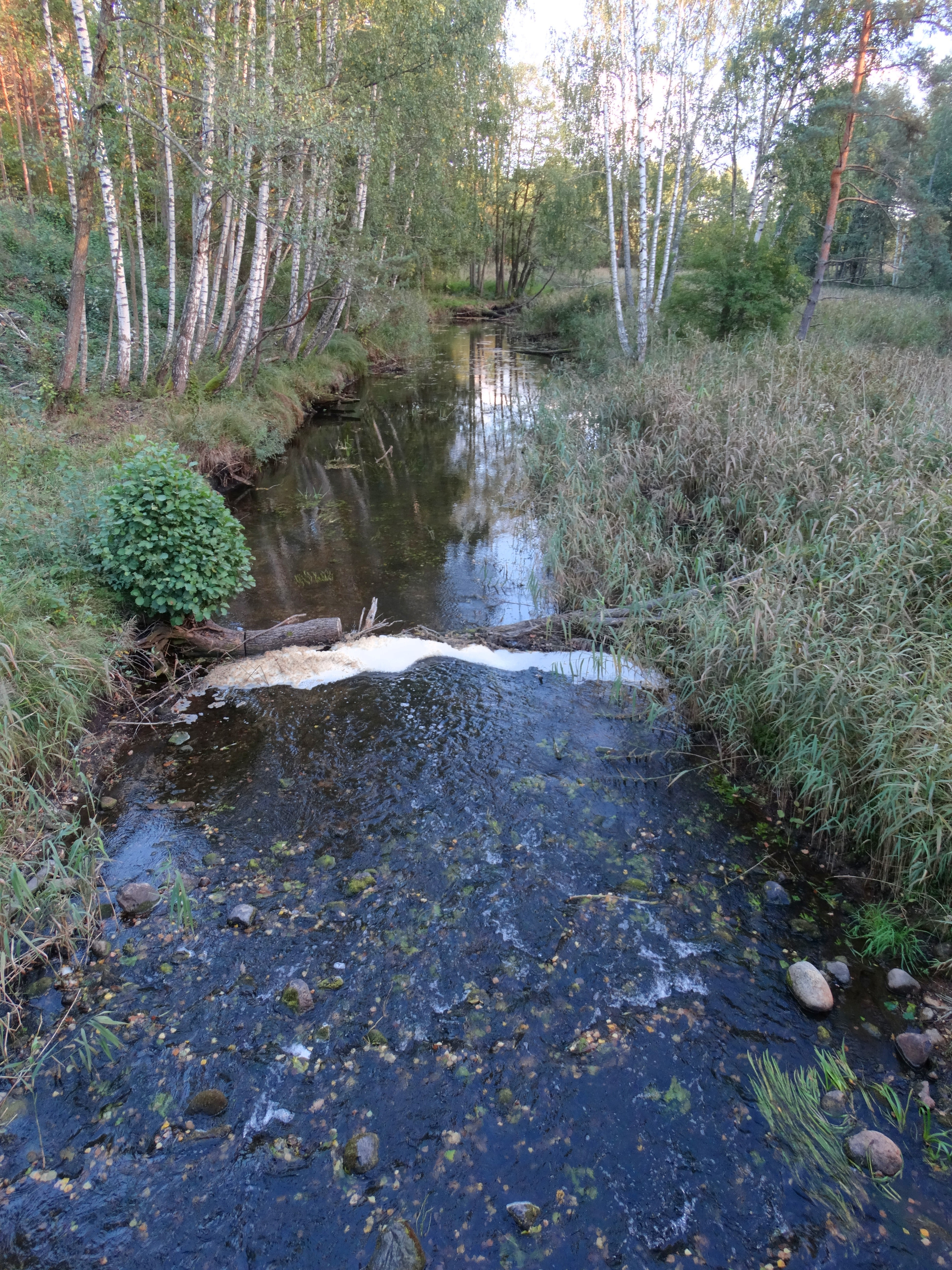
季斯納河

季斯納河（立陶宛語：Dysna，白俄羅斯語：Дзісна）是立陶宛和白俄羅斯的河流，屬於道加瓦河的左支流，河道全長176公里，流域面積8,193平方公里，流經維捷布斯克州，每年十二月至翌年三月結冰。
55°33′54″N 28°13′42″E / 55.565°N 28.2283°E